# Advances in Therapy
Advances in Therapy, abgekürzt Adv. Ther., ist eine wissenschaftliche Fachzeitschrift, die vom Springer-Verlag veröffentlicht wird. Die Zeitschrift erscheint mit zwölf Ausgaben im Jahr. Es werden Arbeiten veröffentlicht, die sich mit Aspekten der klinischen Medizin beschäftigen.
Der Impact Factor lag im Jahr 2014 bei 2,272. Nach der Statistik des ISI Web of Knowledge wird das Journal mit diesem Impact Factor in der Kategorie Pharmakologie und Pharmazie an 132. Stelle von 254 Zeitschriften und in der Kategorie experimentelle und forschende Medizin an 66. Stelle von 123 Zeitschriften geführt.